# 罗伯特·普拉扎克
罗伯特·普拉扎克（捷克語：Robert Pražák，1892年12月2日—1966年5月16日），捷克男子竞技体操运动员。他曾代表捷克斯洛伐克获得1924年夏季奥运会体操比赛男子个人全能、双杠和吊环银牌。